# سیراکوز (ایندیانا)
سیراکوز (به انگلیسی: Syracuse) یک منطقهٔ مسکونی در ایالات متحده آمریکا است که در شهرستان کسیوسکو، ایندیانا واقع شده‌است. سیراکوز ۶٫۰۶ کیلومتر مربع مساحت و ۳٬۰۷۹ نفر جمعیت دارد و ۲۶۷ متر بالاتر از سطح دریا واقع شده‌است.